# Соколов Олег Русланович
Олег Русланович Соколов (нар. 12 липня 1999) — український футболіст, захисник клубу «Лівий берег».

## Життєпис
Футболом розпочав займатися в київському «Дикамо», потім виступав за Училище олімпійського резерву з Сімферополя. З 2014 року виступав за юнацьку команду одеського «Чорноморця». У липні 2016 року підписав професіональний контракт з «моряками». Проте виступав лише за юніорську та молодіжну команду одеситів. У грудні 2018 року залишив команду.
На початку 2019 року перейшов до «Олександрії», де також виступав за юніорську та молодіжні команди. За першу команду «Олександрії» дебютував 25 вересня 2019 року в переможному (1:0) виїзному поєдинку 3-го кваліфікаційного раунду Кубку України проти вишгородського «Діназу». Олег вийшов на поле в стартовому складі та відіграв увесь матч. В іграх чемпіонату не зіграв жодної гри за команду.
1 січня 2021 року став гравцем друголігового «Лівого берега», з яким піднявся в Першу лігу.
У серпні 2022 року, за тиждень до початку чемпіонату в Першій лізі, став гравцем тернопільської «Ниви». За неповних два сезони зіграв за команду 34 матчі в рамках Першої ліги і відзначився одним влучним ударом.
28 лютого 2024 року у статусі вільного агента повернувся до «Лівого берега». 9 серпня того ж року дебютував за команду в рамках УПЛ у грі проти «Ворскли» (0:3)